# Paul Grenier (résistant)
Pour les articles homonymes, voir Paul Grenier et Grenier (homonymie).
Paul Grenier est un officier de la Résistance, compagnon de la Libération, né le 21 novembre 1914 et mort le 4 mai 1945  à Mulhouse.

## Biographie
Élève de l’École militaire de Saint-Cyr en 1936, il en sort comme sous-lieutenant au 60e régiment d’Infanterie. Il se distingue au début de la Seconde Guerre mondiale, est cité à l’ordre de l’Armée et est promu lieutenant.
Fait prisonnier en juin 1940 à la veille de l’Armistice, il est interné en Allemagne. Il tente à plusieurs reprises sans succès de s’évader, il réussit enfin son évasion et regagne la France au mois de janvier 1943.
En mars 1943, il rejoint l’Organisation de résistance de l’armée (ORA) du Doubs et devient adjoint du colonel Maurin, commandant le département du Doubs pour l’ORA et le Jura, le mois suivant. Il y recrute des anciens du 60e régiment d’Infanterie où il avait servi. Il suit le colonel Maurin lorsqu’il prend le commandement de la sous-région D2 (Vosges, Haute-Saône, Haut-Rhin et Doubs) en septembre 1943. Il est alors nommé chef d’État-major de la sous-région D2.
Il est affecté auprès d’André Rondenay, délégué militaire de la région parisienne, pour prendre la direction du plan « Tortue ».
Promu chef de bataillon FFI, il est nommé commandant à la Ferté-Macé en mai 1944. Il y détruit avec ses hommes trente engins blindés et véhicules de toutes sortes, dont trois chars « Tigre » à titre personnel.
Il est nommé à l’État-major du général Koenig comme officier de la région D (Bourgogne Franche-Comté) au 3e Bureau et rejoint son poste à Londres le 25 août 1944. Il passe chef de la mission Sainfoin, puis est affecté à l’état-major de la 8e Région militaire en novembre 1944.
Il est nommé à la tête du 3e Bataillon du 60e régiment d’Infanterie.
Il se tue en voiture en service commandé.

## Décorations
- Chevalier de la Légion d'honneur
- Compagnon de la Libération à titre posthume par décret du 19 octobre 1945[1]
- Croix de guerre 1939–1945, palme de bronze
- Médaille de la Résistance française avec rosette par décret du 24 avril 1946[2]

## Hommages
Paul Grenier a son nom sur le mémorial commémoratif des douze compagnons de la Libération originaires de Saône-et-Loire inauguré le 16 octobre 2021 à Buxy.

## Sources
1. ↑  « Paul GRENIER », sur Musée de l'Ordre de la Libération (consulté le 5 juin 2022)
2. ↑  « - Mémoire des hommes », sur www.memoiredeshommes.sga.defense.gouv.fr (consulté le 5 juin 2022)
3. ↑  Monument dont l'édification a été coordonnée par l'Association nationale des anciens combattants et amis de la Résistance (ANACR), en lien avec différents partenaires, parmi lesquels : le Centre de documentation « Résistance et déportation » de Saône-et-Loire, le conseil départemental de Saône-et-Loire, les Archives départementales de Saône-et-Loire, les communes de naissance des Compagnons et les comités locaux de l'ANACR, ainsi que le ministère des Armées (direction des Patrimoines, de la Mémoire et des Archives) et la société Rocamat dans le cadre d'un mécénat d'entreprise (coût : 16 000 euros environ). Source : Michel Debost et Simone Mariotte, « Un mémorial à Buxy pour les compagnons de la Libération originaires de Saône-et-Loire », revue Images de Saône-et-Loire, no 211, septembre 2022, pages 2 à 4.